# La Grand-Croix
La Grand-Croix – miejscowość i gmina we Francji, w regionie Owernia-Rodan-Alpy, w departamencie Loara.
Według danych na rok 1990 gminę zamieszkiwały 4983 osoby, a gęstość zaludnienia wynosiła 1230 osób/km² (wśród 2880 gmin regionu Rodan-Alpy La Grand-Croix plasuje się na 173. miejscu pod względem liczby ludności, natomiast pod względem powierzchni na miejscu 1584.).